# Тойгильдинское сельское поселение
Тойгильдинское се́льское поселе́ние — муниципальное образование в Муслюмовском районе Татарстана Российской Федерации.
Административный центр — село Тойгильдино.

## История
Статус и границы сельского поселения установлены Законом Республики Татарстан от 31 января 2005 года № 30-ЗРТ «Об установлении границ территорий и статусе муниципального образования "Муслюмовский муниципальный район" и муниципальных образований в его составе»..

## Население
| 2010  | 2011  | 2012  | 2013  | 2014  | 2015  | 2016  |
| ----- | ----- | ----- | ----- | ----- | ----- | ----- |
| 1426  | ↘1422 | ↘1388 | ↘1344 | ↘1309 | ↘1288 | ↘1257 |
| 2017  | 2018  |       |       |       |       |       |
| ↘1250 | ↘1211 |       |       |       |       |       |

## Состав сельского поселения
| № | Населённый пункт | Тип населённого пункта       | Население |
| - | ---------------- | ---------------------------- | --------- |
| 1 | Атлас            | деревня                      |           |
| 2 | Игенче           | посёлок                      |           |
| 3 | Ташлияр          | село                         |           |
| 4 | Тойгильдино      | село, административный центр |           |